# Aeroportul Regional Dare County
Aeroportul Regional Dare County (IATA: MEO, ICAO: KMQI, FAA LID: MQI) este un aeroport din Carolina de Nord, Statele Unite ale Americii ce deservește zona Manteo. Aeroportul a fost tranzitat în 2019 de 140 de pasageri.
Situat la o altitudine de 4 m, aeroportul dispune de 2 piste.

## Infrastructură

### Piste
Aeroportul dispune de 2 piste. Pista 05/23 are suprafața de asfalt și dimensiunile 4.305 picioare × 100 picioare. Pista 17/35 are suprafața de asfalt și dimensiunile 3.301 picioare × 73 picioare. 